# Marián Ostrčil
Marián Ostrčil, född den 15 oktober 1980 i Bratislava, Slovakien, är en slovakisk kanotist.
Han tog bland annat VM-brons i C-1 1000 meter i samband med sprintvärldsmästerskapen i kanotsport 2006 i Szeged.